# Matiérisme

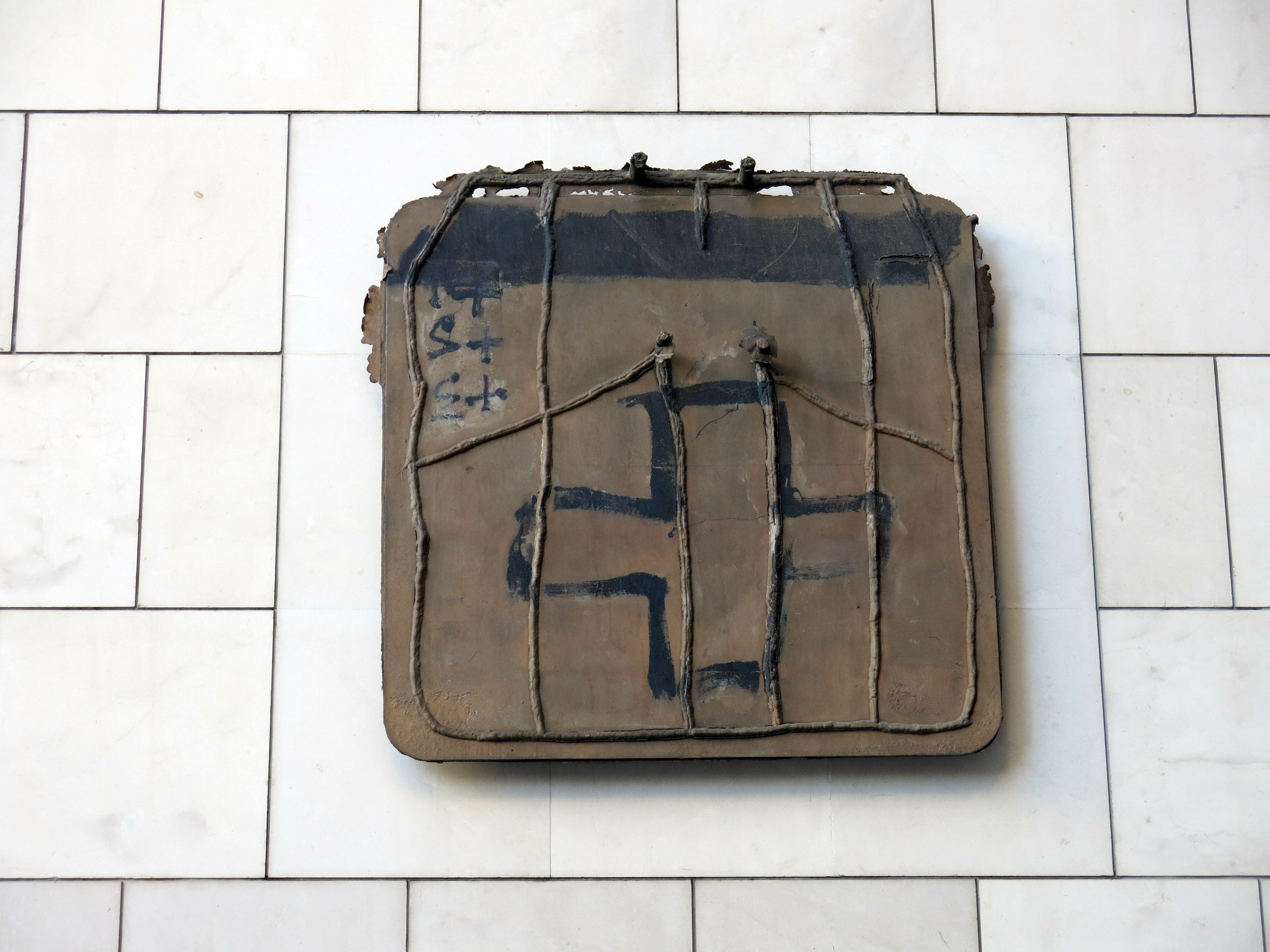
Image matiérisme

Le matiérisme est un courant pictural, qui appartient à l’art informel européen, apparu après la Seconde Guerre mondiale et soutenu par le critique d'art Michel Tapié. Il s’est répandu en Europe à la fin des années 1940 et au début des années 1950.
On considère qu’il prend naissance, en France, avec l’œuvre de Jean Fautrier et avec l’art brut de Jean Dubuffet. Il caractérise toutefois plus particulièrement l’œuvre d’Antoni Tàpies (pintura matérica) à partir de 1947-1948. De même peuvent y être rattachés Alberto Burri, qui qualifiait son style de « polymatérialiste », à partir de sa série des catrami (goudrons) de 1948, et certaines réalisations issues du spatialisme de Lucio Fontana. L’Espagne, l’Italie et la France sont ainsi les pays où la peinture matiériste s’est le plus développée, mais elle trouvera également un écho chez d'autres artistes appartenant notamment aux mouvements CoBra et Gutaï.

## Définition
Son caractère principal est celui d’une peinture abstraite utilisant divers matériaux non traditionnels ajoutés sur la toile conservée comme support principal de l'œuvre et traitée en épaisseurs et en empâtements à l’aide de blanc de zinc, de carbonate de chaux ou d’huile polymérisée, tels que sable, gravier, plâtre, cire, goudron, haillons, bois, ficelles, morceaux de verre, de ferraille, éléments botaniques, animaux, etc. En plus d’ajouter ces matériaux atypiques, le peintre peut triturer la surface de la matière picturale à l'aide de divers instruments ou à mains nues en laissant des traces de grattage, d’incisions, voire d’empreintes d’objets à motifs géométriques ou non, tels que moule à gâteau, porte-savon ou serpillière, etc., ou en utilisant des vernis produisant des effets de ramages, de crevasses et de craquelures ou bien agir sur le support en le détruisant en partie à l’aide de coupures, de perforations, de déchirures et de brûlures. Les couleurs peuvent être variées et la composition différencier les zones avec ou sans ajout de matière.

## Précédents et continuité
D'autres artistes avaient précédemment maltraité la toile ou introduit sur celle-ci des éléments étrangers à la peinture.
Les cubistes incorporèrent dans leurs collages des matériaux atypiques, sable, articles de journaux, papier peint ou paquets de cigarettes, comme Picasso (Tête d'homme au chapeau, 1912-13, fusain, peinture à l'huile, encre de Chine, sable et papiers collés sur papier, MNAM, Paris) ou Braque (Compotier, bouteille et verre, 1912, huile et sable sur toile, MNAM).
Chez les dadaïstes, le traitement de la surface de la toile (découpes, pliures) avec Paul Klee (Anatomie d'Aphrodite, 1915), les « reliefs », avec Jean Arp (Der Hirsch, 1914, MNAM) ou Marcel Janco, puis les « Ready-made » et « objets trouvés » de Marcel Duchamp (Roue de bicyclette, 1913), Raoul Hausmann et Man Ray, allaient préfigurer l'art des assemblages, réalisés y compris sur d'autres supports que la toile (panneaux de bois, de métal, etc) ; tandis que les sculptures cubistes de Picasso ou d'Henry Laurens allait influer sur les artistes de l'Avant-garde russe tels que Vladimir Tatline ("reliefs picturaux" et "contre-reliefs" de 1914) ou Jean Pougny (Compositions de 1915).
Enfin, les surréalistes commencèrent également à appliquer divers matériaux sur la toile, comme André Masson (Les chevaux morts, 1927, huile et sable sur toile, MNAM), Salvador Dalí (L’âne pourri, 1928, huile, sable, gravier sur bois, MNAM) ou Miró, qui utilisera aussi du papier goudron (Collage, 1929, mine, crayon, papier de verre, papier goudron, fil de fer, chiffons cousus, collés sur papier vergé fixé sur contreplaqué, MNAM).
Concernant le traitement de la matière picturale, outre les « grattages » employés par Antoine Pevsner (Femme déguisée, 1913, MNAM), puis par Max Ernst, Paul Klee ou Esteban Francès, de la cire sera également utilisée en projection par Camille Bryen en 1936 (bougie) ou en revêtement par Victor Brauner (Éruption palladique, 1943, cire lustrée sur bois et incisions, MNAM). Ce dernier sera également l'un des premiers à coller directement des objets sur de grande toile conservant leur rôle de support, tels que des poupées en celluloïd et des végétaux factices (Force de concentration de Monsieur K, 1934, huile sur toile, celluloïd, papier, fil de fer, MNAM). Enfin, Simon Hantai y introduira même des squelettes d'animaux (poisson dans Regarde dans mes yeux. Je te cherche. Ne me chasse pas, 1952 ou ossements dans Femelle-miroir II, 1953, MNAM).
Les artistes des mouvements postérieurs à l'art informel, ou qui en Amérique succèderont à l’Expressionnisme abstrait, dont la tendance Néo-Dada (« Combines de Robert Rauschenberg ») utilise les mêmes procédés, récupéreront aussi cette idée d’amalgamer au support de la toile des objets quotidiens ou des déchets (Nouveau réalisme, Pop art, CoBra, etc.). Néanmoins, au regard de la taille et de la nature différente du support (bois, métal, plastique, etc.), la plupart de ces œuvres sont alors plus volontiers assimilées à des assemblages issus de l'exemple dadaïste ou surréaliste, voire à des œuvres en trois dimensions ou à de véritables sculptures (Lee Bontecou, Martial Raysse, Daniel Spoerri, etc.), plutôt qu'à des œuvres de tendance matiéristes, où ce sont la matière picturale ou son support eux-mêmes qui sont travaillés et maltraités.

## Développements
Jean Fautrier exalte la matérialité de ses tableaux et les apparente à des « objets ». À l'irréalité d'un « informel » absolu qui selon lui ne peut se départir d’une part de réel pour provoquer une émotion, il oppose la pratique d'une « figuration libérée », formule également applicable à d'autres artistes alors qualifiés d'« informels », tels Wols ou Henri Michaux. Les bronzes réalisés au cours des années 1940 manifestent la même qualité tactile, la même puissance dans le traitement du matériau (Grande Tête tragique, 1942, MNAM, Paris). Jean Paulhan écrit à propos de la technique de Jean Fautrier qu'il « s'est fabriqué une matière à lui, qui tient de l'aquarelle et de la fresque, de la détrempe et de la gouache, où le pastel broyé se mêle à l'huile, à l'encre et à l'essence. Le tout s'applique à la hâte sur un papier gras, qu'un enduit colle à la toile. L'ambiguïté en quelque sorte y quitte le sujet. Elle se fait peinture » (L'écorché, série des "Otages", 1944, MNAM, Paris).
Dans un contexte dominé par l'existentialisme, Jean Dubuffet conçoit l'art comme un processus créatif dont le spectateur doit pouvoir revivre l'élaboration grâce aux traces laissées par l'artiste et explore plusieurs procédés de traitement du support (Paysage Vineux, 1944 ; Dhôtel nuancé d'abricot, 1947 ; La Mer de peau, 1958, MNAM, Paris) : séries des Hautes Pâtes (1946), des Pâtes battues (1953), des Peintures laquées (1954), des Assemblages d'empreintes (1953-1954), des Tableaux d'assemblage (1955-1956) ou des Éléments botaniques (1959). L'artiste hongrois Zoltán Kemény utilisera les mêmes techniques en ajoutant des morceaux de métal (Foire d'Orient, 1948, relief-collage sur panneau, mortier, huile, plâtre, métal, chiffons sur bois, MNAM).
À partir de 1947, Antoni Tàpies, qui expose pour la première fois ses œuvres en 1948 au Ier Salon d'octobre de Barcelone, montre un intérêt particulier pour les lacérations, les entailles, les nœuds et les griffures au sein de ses compositions. Il qualifie ses œuvres de « champs de batailles où les blessures se multiplient à l'infini » dépouillées de tout trait anecdotique et « favorisant, dira-t-il, toutes les pulsions imaginaires, inconscientes, anachroniques... ». Il entreprend également des recherches sur la matière. Les éléments graphiques et plastiques dont il fait usage se retrouvent de toile en toile formant ainsi un univers qui lui est propre. Il travaille la matière à l'aide de matériaux pauvres et se sert également de la technique de l'empâtement, du grattage, ainsi que de celle du collage. C'est en mélangeant la colle et le colorant, associés parfois à du sable, de la poussière, de la terre, de la poudre de marbre, du velours, de la paille, du papier et des objets, tels que des chiffons, cordes ou couvertures, que Tàpies trouve un médium parfaitement original, la matière par laquelle il va exprimer la profondeur, les formes, l'ombre, la lumière, en travaillant à l'aide d'outils mais également avec son corps. Dans cette matière, dure, épaisse, sableuse, dans cette texture qui est à la fois magma, lave et limon, le peintre inscrit, incise, entaille et déchire. En faisant trace de manière insistante, Tàpies fait référence au mur et au graffiti, cette expression de la colère populaire. La croix, prenant des formes variées, les taches, les formes rectangulaires (qui s'apparentent à des espaces fermés, des murs, des volets clos), le T omniprésent en tant que signature sont des éléments récurrents de son vocabulaire plastique (Collage de riz et cordes, 1949, peinture et collage sur carton, collection particulière, París ; Le feu intérieur, 1953, technique mixte sur toile, Collection particulière, Barcelone ; Peinture avec croix rouge, 1954, Kunstmuseum, Saint Gall ; Rideau de fer au violon, 1956, Fundació Antoni Tàpies, Barcelone ; Gris et Vert, Tate Gallery, Londres, 1957). Dans les années 1960, il collabore avec Manolo Millares et Antonio Saura et de nombreux autres artistes.
En 1948, Alberto Burri expose ses premières œuvres abstraites à la Galería La Margherita de Rome, puis en 1949 à Paris au Salon des réalités nouvelles. C'est de cette époque que datent les "Catrami" (goudrons) et "Muffe" (moisissures). En 1950, il fonde le groupe Origine avec Ettore Colla. Il développe alors la technique du collage et introduit dans sa peinture l'utilisation d'éléments hétéroclites empruntés à la réalité quotidienne : matières vulgaires dégradées par l'usage tel que bois brûlé et chiffons (première série des Tableaux noirs). Ses recherches, qui intéressent immédiatement la critique, font naître des réflexions sur l'"esthétique du déchet", déterminantes pour l'art brut et le nouveau réalisme. En 1952, il commence à réaliser sa célèbre série des "Sacchi" (sacs), dans laquelle il inclut dans la composition des sacs en toile de jute, qu'il peint, racle et plonge dans la colle avant de les recouvrir de linges usés et déchirés, dont il utilise les trous, rapiéçages, abrasions ou éraflures, métaphores de chair humaine meurtrie, blessée et ensanglantée, qui auront alors une influence sur les Néo-Dada américains dont Burri est considéré comme le précurseur, tels que Rauschenberg. À partir de 1956, il introduit, selon le même principe, des morceaux de bois ("Legni", 1957), de tôles industrielles rouillées et soumises à une forte chaleur ("Ferri", 1958), puis, dans les années 1960, de plastique brûlé : ce sont les "Combustioni", où les minces couches de plastique, déformées et trouées par les flammes, reprennent le thème de la blessure, physique ou morale. Par la suite, il réalise à partir de 1973 les "Cretti" (crevasses), compositions de très grand format utilisant des résines qui rappellent les crevasses et les fendillements de la boue séchée au soleil, comme chez Toti Scialoja. L'utilisation des craquelures comme procédé rythmique n'est pas sans rappeler les céramiques chinoises anciennes (Cesare Brandi). Burri se lance enfin, dans les années 1970, dans la réalisation d'œuvres en cellotex (mélange de sciure et de colle) avec très peu de couleurs : noir, blanc et or.
Dès 1949, Lucio Fontana avait commencé à peindre des surfaces monochromes et à les « maltraiter » lui aussi en faisant des trous ou des incisions dans la toile : "Buchi" et "Tagli". Il attribuera le titre de "Concept spatial" à ce type d’œuvres (Concetto spaziale (50-B.1), 1950, MNAM, Paris ; Concetto spaziale Attese, Folkwang Museum d'Essen et MoMA de New York) également décliné en sculptures (Concetto spaziale, Teatrino (65-TE.76), 1965, MNAM). En 1950, il fonde le spatialisme proprement dit, mouvement auquel participe plusieurs autres peintres tels que Roberto Crippa et auquel est associé Enrico Donati voire Emilio Scanavino. Les peintres spatialistes ne s’attachent plus tant à la couleur et à la peinture de la toile qu’à créer sur celle-ci une construction picturale de nature tridimensionnelle, motivée par une capture du mouvement dans l’espace-temps, à travers la prise de conscience des forces naturelles cachées, issues des particules élémentaires et de la lumière, qui agissent de manière incontrôlée sur la superficie de la toile. À la faveur d’un accident qui endommage l’une de ces toiles prévue pour une exposition à Paris, Fontana fixe alors cette intention par un geste souverain consistant à griffer, perforer et inciser le plan du tableau à l’aide d’une lame de rasoir, d’un poinçon ou d’un cutter pour en révéler l’espace tridimensionnel, puis il constellera certaines de ses peintures d'éclats de verroterie ou de petits cailloux. Fontana pratique aussi ce geste de lacération sur des sphères, poursuit ses réalisations sous toutes les occurrences manipulables de la lumière et utilise le néon à la neuvième triennale de Milan en 1951. Les spatialistes, qui intégrèrent ensuite à leur composition des clous et divers autres objets afin de démontrer ce principe peuvent ainsi être rapprochés du courant matiériste européen caractérisé par le traitement atypique du support pictural. Bien que plus spécialement lié au mouvement spatialiste dont il est le fondateur, Lucio Fontana, se réclamera également de l'art informel et utilisera ce terme pour l'une de ses expositions, ce mouvement obtenant un soutien appuyé de Michel Tapié à Milan et à Turin.
Jacques Doucet du groupe CoBra altère également la surface de certaines de ses toiles (Équilibristes, 1948, MNAM, Paris) et parmi les artistes membres du groupe Gutaï fondé au Japon par Jiro Yoshihara et révélé en Europe par Michel Tapié, Kazuo Shiraga peint avec ses ongles et se sert de ses pieds comme pinceau, tandis que Shōzō Shimamoto lacère le tableau, endommage la toile par la projection de bouteilles et utilise un canon qui projette de la peinture émaillée. Les performances artistiques du groupe Gutaï influenceront par la suite le mouvement Fluxus.

## Artistes de tendance matiériste
- Angel Alonso
- Miquel Barceló
- Giuseppe Bertini
- Ferruccio Bortoluzzi
- Alberto Burri
- Ettore Colla
- Pascal Courcelles
- Roberto Crippa
- Enrico Donati
- Jacques Doucet
- Jean Dubuffet
- Jean Fautrier
- Lucio Fontana
- Michel Frère
- Zoltán Kemény
- Eugène Leroy
- Manolo Millares
- Georges Noël
- Xavier Oriach
- Bernard Réquichot
- Antonio Saura
- Emilio Scanavino
- Toti Scialoja
- Kazuo Shiraga
- Shōzō Shimamoto
- Antoni Tàpies
- Kristine Tissier
- Jiro Yoshihara

## Artistes d'autres mouvements (assemblage)
- Robert Rauschenberg avec ses Combines
- Niki de Saint Phalle avec sa série des Tirs
- Yves Klein avec ses Reliefs-éponges
- Joseph Beuys introduit dans son œuvre des objets trouvés
- Daniel Spoerri avec ses Tableaux-Pièges
- Martial Raysse
- Raymond Hains
- Jean Tinguely
- Horst Egon Kalinowski
- Joseph Cornell
- Louise Nevelson
- John Chamberlain
- César
- Jim Dine
- Lee Bontecou
- Frank Stella
- Nam June Paik
- Wolf Vostell 1958 introduit dans son œuvre des téléviseurs La Chambre noire.
- Öyvind Fahlström
- Piero Manzoni
- Enrico Baj
- Pierre Bettencourt avec ses reliefs

## Sources
- Pintura matérica en arteuniversal
- Lengerke, Ch. von, La pintura contemporánea. Tendencias en la pintura desde 1945 hasta nuestros días, in Los maestros de la pintura occidental, Taschen, 2005, p. 623  (ISBN 3-8228-4744-5)